# ألواح أخميم الخشبية
ألواح أخميم الخشبية، والمعروفة أيضًا بألواح القاهرة الخشبية (قطع أرقام 25367 و25368)، هما لوحان كتابة خشبيان من مصر القديمة، عليهما حلول لمسائل حسابية. يبلغ قياس كل منهما حوالي 18 by 10 بوصة (460 مـم × 250 مـم) ومغطين بالجص. الكتابة موجودة على جانبي الألواح. النقوش الهيروغليفية على اللوح الأول تتضمن قائمة بالخدم، يتبعها نص رياضي. يرجع تاريخ النص إلى العام 38 (كان يُعتقد في البداية أنه من العام 28) من عهد ملك لم يذكر اسمه. تأريخ الألواح بأوائل الدولة الوسطى مع فترة الحكم الطويلة (38 عاما) يشير إلى أن الألواح ربما من الأسرة الثانية عشر زمن سنوسرت الأول، ق. 1950 ق. م. على اللوح الثاني أيضًا قائمة خدم ونصوص رياضية أخرى.
الألواح موجودة حاليًا في المتحف المصري في القاهرة. كتب دارسي النص في عام 1901 ثم لاحقا حلله ونشره في عام 1906.

## روابط خارجية
- إيريك ويستاين، Akhmim Wooden Tablet، ماثوورلد Mathworld (باللغة الإنكليزية).